# Toxic
«Toxic» (рус. Токсик; с англ. — «Ядовитый») — песня американской певицы Бритни Спирс из её четвёртого альбома In the Zone (2003). Выпущена 12 января 2004 на лейбле Jive Records в качестве второго сингла с альбома. Ей надо было выбрать, что будет вторым синглом «(I Got That) Boom Boom» или «Outrageous» с In the Zone, вместо этого она выбрала «Toxic». Это данс-поп песня с элементами электропопа, в ней были использованы различные инструменты: барабаны, синтезатор и серф-гитара. Ей аккомпанируют высокочастотные струнные и вокал с придыханием. Слова повествуют о привязанности к любимому. Песня получила одобрение от критиков, которые посчитали её самым сильным треком с альбома In the Zone, особенно отмечая хук и припев.
«Toxic» достигла мирового успеха, достигнув топ-5 в 15 странах и участвовала в чартах Австралии, Канады, Венгрии, Норвегии и Великобритании. В США она стала четвёртым синглом топ-10. Клип на песню был снят Джозефом Каном, он имеет сходство с Бегущий по лезвию, Зуд седьмого года и фильмами Джона Ву. Спирс играет роль секретного агента, который ищет флакон с зелёной жидкостью. После того, как она крадёт его, она проникает в квартиру и отравляет её неверного парня. В клипе также появляются кадры со Спирс, где она голая, покрытая бриллиантами по всему телу. После инцидента на Супер Кубке с Джанет Джексон, видео посчитали слишком пикантным для MTV и поэтому транслировали только ночью.
Спирс исполнила «Toxic» на очень многих выступлениях, включая 2004 NRJ Music Awards и три её концертных тура. Она выступила на открытии The Onyx Hotel Tour (2004), где она пела на крыше автобуса, одетая в облегающий комбинезон; Спирс также исполнила ремиксы на песню во время The Circus Starring Britney Spears (2009) и Femme Fatale Tour (2011). «Toxic» была спета различными артистами: Марк Ронсон, A Static Lullaby, Рис Мастин и Ингрид Майклсон и в сериале Хор. Песня также появлялась в художественных фильмах Немножко беременна, Снова ты и сериале Доктор Кто. За «Toxic» Спирс получила свою первую Грэмми на церемонии 2005 года в категории Лучшая Танцевальная Запись, заработав репутацию среди критиков. Песня была включена в список Pitchfork, NME и Rolling Stone как самая лучшая песня десятилетия. Она привнесла новое в звучание дэнс-поп музыку. Спирс сказала, что «Toxic» — одна из самых её любимых песен за всю карьеру.

## Предыстория
«Toxic» была написана Кэти Деннис, Генрик Джон Джонбаком, Кристианом Карлссоном и Понтусом Уиннбергом из продюсерской кампании Bloodshy & Avant, последние два из которых стали продюсерами. Песню изначально предложили Кайли Миноуг для её девятого альбома Body Language (2003), но она отказалась. Миноуг в дальнейшем прокомментировала: «Я не разозлилась, когда песня досталась ей. Это как рыбка, выскользнувшая из рук. Это просто надо принять». «Toxic» была записана на Murlyn Studios в Стокгольме и на Record Plant в Голливуде. Позже на песню был сделан ремикс Никласом Фликтом на Khabang Studios в Стокгольме В декабре 2003 на MTV News было объявлено, что после того как нужно было выбрать между «(I Got That) Boom Boom» и «Outrageous» с альбома In the Zone, Спирс выбрала «Toxic». Она сказала, что это «весёлая песня. Она действительно необыкновенная, вот почему я люблю её так сильно».

## Композиция
«Toxic» — это данс-поп песня с элементами электропопа и бангры. В ней были использованы различные музыкальные инструменты, такие как барабаны, синтезатор и высокочастотные струнные. В ней также присутствует сёрф-гитара, которая согласно Кэрин Ганц из Spin, «искажается и раскачивается как будто она была пропущена через „Матрицу“.» Клип также сравнили с саундтреком из фильмов про  Джеймса Бонда Хук из «Toxic» взят из песен «Tere Mere Beech Mein» из индийского фильма Ek Duje Ke Liye 1981 года. Однако, это не точная копия музыки, в ней смешаны две разные части фрагмента. Спирс поёт песню с придыханием.
Согласно нотной тетради, опубликованной на Musicnotes.com редакцией EMI Music Publishing, «Toxic» написана в тональности До минор с темпом 143 удара в минуту. Вокальный диапазон Спирс варьируется от низкой ноты Фа3 до высокой ноты Соль5. Лирически «Toxic» повествует о пристрастии к любимому. Спирс в словах песни говорит о своем пристрастии, и поёт такие строчки фальцетом: «Слишком высоко / Не могу спуститься обратно / Это в моей голове, весь мир пошёл кругом». Обозреватель из Popdust назвал куплет «самым неповторимым стихом из очаровательной, сумасбродной, сногсшибательной песни». «Toxic» заканчивается завершающими аккордами, в которых Спирс поёт следующие строчки: «Отрави меня сейчас / Своей любовью / Я думаю, уже готова». Ник Сауз холл из Stylus Magazine сказал, что в словах Спирс показывает, что боится секса.

## Отзывы критиков

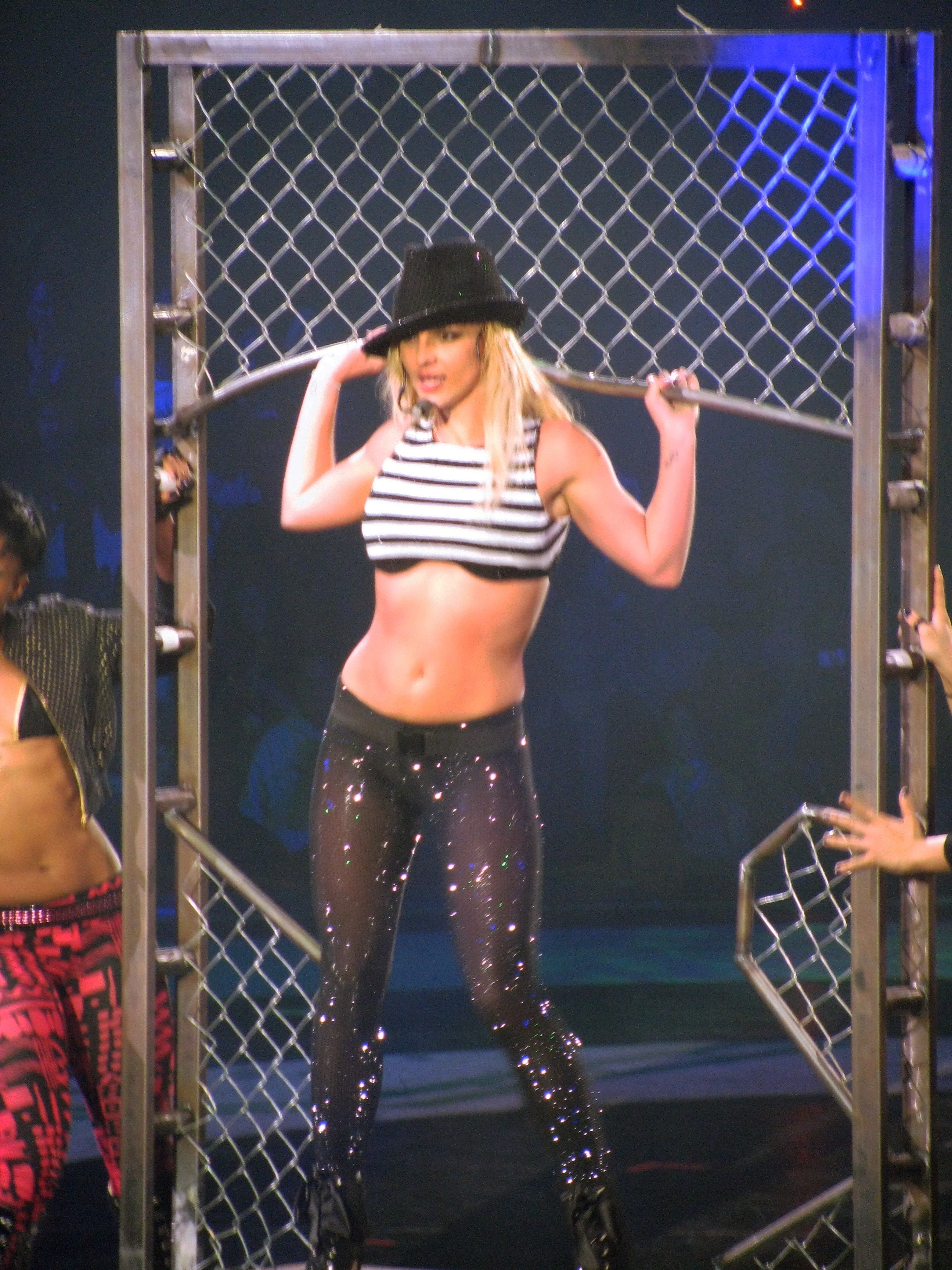
Спирс исполняет «Toxic» во время The Circus Starring Britney Spears

Песня получила в общем одобрительные отзывы после выхода. Хизер Ричелс из The Paly Voice похвалила её хваткость и запоминаемость, посчитав её самой притягательной песней с альбома. Во время просмотра выступления на The Onyx Hotel Tour Памела Ситт из The Seattle Times назвала её самым сильным синглом с альбома. Эрик Олсен из msnbc.com сказал, что песня могла бы быть самым большим хитом с In the Zone, назвав её «сильно заманчивой». Кэрин Ганц из Spin прокомментировал: «Спирс сделала что-то интересное в „Toxic“». Кристи Лемайер из Associated Press сказала, что это был один из самых великих хитов Спирс. Она посчитала её «безумно притягательной», сказав что только один припев «заставляет тебя забыть, что сериал Шпионка похож на сюжет клипа». Стивен Томас Эрлвин из Allmusic назвал его как и «Showdown», «невероятно ласкающим слух с самого грандиозного, оригинального альбома в настоящее время». В отдельном обзоре Greatest Hits: My Prerogative (2004) Эрлевайн выбрал её как один из «лучших треков» и охарактеризовал её «неземным, опьяняющим удовольствием». Джеффри Эпсштайн из Out сравнил нетрадиционное звучание «Toxic» с песней Мадонны «Vogue».
Сэл Синквемани из Slant Magazine сказал, что «Toxic» и «(I Got That) Boom Boom» «показывают её неопытность в хип-хопе, но очевидно ясно, что её сердце принадлежит клубам». Джейми Джил из Yahoo! Music Radio прокомментировал: «Во имя справедливости, прошу заметить, что „Toxic“ и „Showdown“ могли бы быть хорошими поп-песнями в руках другой певицы, только не Спирс». Джоан Эндарман из The Boston Globe сказал, что эта песня «красиво названная смесь лихорадочного, механизированного глиссандо и ужасных неестественных струнных, что хоронит самый крутой (только ли?) припев с альбома под унылой массой». Песня попала на пятую строчку в список Pazz & Jop 2004 года газеты The Village Voice. «Toxic» была номинирована в категории «Лучшая Песня» на Церемонии MTV EMA 2004, но проиграла Outkast с песней «Hey Ya!». Она выиграла в категории «Лучший Сингл» на церемонии 2004 года Teen Choice Awards. Pitchfork поставил песню на третью строчку в их списке 2004 года «Топ-50 Синглов». Роб Митчум прокомментировал, что Спирс «в конце концов, просто поступила не столько как взрослый человек, сколько снова напомнила нам, что она уже не девочка».

## Награды и номинации
| Награда                                       | Год  | Категория                                   | Результат  | Ссылка                      |
| --------------------------------------------- | ---- | ------------------------------------------- | ---------- | --------------------------- |
| ASCAP Pop Music Awards                        | 2005 | Most Performed Songs                        | Победа     | [ 27 ]                      |
| BDS Certified Awards                          | 2004 | 50,000 Spins                                | Победа     | [ 28 ]                      |
| BDS Certified Awards                          | 2004 | 100,000 Spins                               | Победа     | [ 29 ]                      |
| BDS Certified Awards                          | 2004 | 200,000 Spins                               | Победа     | [ 30 ]                      |
| Comet Awards                                  | 2004 | Best International Video                    | Номинация  | [ 31 ]                      |
| Gaygalan Awards                               | 2005 | International Song of the Year              | Победа     | [ 32 ]                      |
| Grammy Awards                                 | 2005 | Best Dance Recording                        | Победа     | [ 33 ]                      |
| GV Music & Fashion Awards                     | 2004 | Video of the Year                           | Победа     | [ 36 ] [ 37 ]               |
| International Dance Music Awards              | 2004 | Best Pop Dance Track                        | Номинация  | [ 38 ]                      |
| International Dance Music Awards              | 2004 | Best Dance Solo Artist                      | Номинация  | [ 38 ]                      |
| Ivor Novello Award                            | 2005 | PRS Most Performed Work                     | Победа     | [ 39 ]                      |
| J-Wave Awards                                 | 2004 | Song of the Year                            | Номинация  | [ 40 ]                      |
| MTV Australia Awards                          | 2005 | Best Dance Video                            | Номинация  | [ 41 ]                      |
| MTV Australia Awards                          | 2005 | Sexiest Video                               | Номинация  | [ 41 ]                      |
| MTV Europe Music Awards                       | 2004 | Best Song                                   | Номинация  | [ 42 ]                      |
| MTV Europe Music Awards                       | 2004 | Best Pop                                    | Номинация  | [ 42 ]                      |
| MTV Video Music Awards                        | 2004 | Best Female Video                           | Номинация  | [ 43 ]                      |
| MTV Video Music Awards                        | 2004 | Best Dance Video                            | Номинация  | [ 43 ]                      |
| MTV Video Music Awards                        | 2004 | Best Pop Video                              | Номинация  | [ 43 ]                      |
| MTV Video Music Awards                        | 2004 | Video of the Year                           | Номинация  | [ 43 ]                      |
| MuchMusic Video Awards                        | 2004 | Best International Video                    | Номинация  | [ 44 ]                      |
| MuchMusic Video Awards                        | 2004 | Favorite International Artist               | Номинация  | [ 44 ]                      |
| Nickelodeon Kids' Choice Awards               | 2005 | Favorite Song                               | Номинация  | [ 45 ]                      |
| Now! Awards                                   | 2004 | Most Essential Song                         | Победа     | [ 46 ] [ 47 ] [ 48 ] [ 49 ] |
| Now! Awards                                   | 2004 | Best Song                                   | Победа     | [ 46 ] [ 47 ] [ 48 ] [ 49 ] |
| Now! Awards                                   | 2004 | Best Video                                  | Победа     | [ 46 ] [ 47 ] [ 48 ] [ 49 ] |
| Now! Awards                                   | 2018 | Best Song of the Decade 2000s               | Победа     | [ 46 ] [ 47 ] [ 48 ] [ 49 ] |
| Phonographic Performance Company of Australia | 2004 | 100 Most Broadcast Recordings of 2004       | 50th place | [ 50 ]                      |
| Premios Oye!                                  | 2004 | English Record of the Year                  | Номинация  | [ 51 ]                      |
| Smash Hits Poll Winners Party                 | 2004 | Favourite Ringtone                          | Победа     | [ 52 ]                      |
| Teen Choice Awards                            | 2004 | Choice Single                               | Победа     | [ 53 ] [ 54 ]               |
| Vevo Certified Awards                         | 2014 | Videos with over 100 million views on Vevo  | Победа     | [ 55 ]                      |
| Visual Effects Society                        | 2005 | Outstanding Visual Effects in a Music Video | Победа     | [ 56 ]                      |

## Клип

### Создание и выпуск
Клип для «Toxic» снимался более трёх дней в декабре 2003 на съёмочном павильоне в Лос-Анджелесе. Его режиссёром стал Джозеф Кан, который прежде работал со Спирс в клипе 2000 года «Stronger». Спирс придумала идею о секретном агенте, который пытается отравить бывшего возлюбленного и подошла к Кану, чтобы он написал сценарий. Она практически до мельчайших подробностей продумала сценарий, проиллюстрировав те сцены, где она проливает воду на ноги пассажира. Канн сказал: «Она великолепна […] Она целиком поняла, что она порочная» и одновременно с этим «милая простая девчонка, ставшая плохой, и она однозначно тебя возбуждает». Спирс сказала, что хотела присоединиться к участникам mile-high club и стать стюардессой, которая поцеловала парня в туалете. Кан предложил сделать его толстым, таким образом «обыкновенный человек» почувствовал бы себя на его месте. Она также рассказала ему о сцене, в которой она будет голой, усыпанная бриллиантами. Кан заявил: «Я не мог представить какой будет эта сцена, когда она рассказала мне про неё, может быть как те вступительные кадры из фильмов про Джеймса Бонда, но каждому видео нужен культовый запоминающийся образ, вот и все». Хореография стала результатом сотрудничества Брайна Фридмана и Спирс, у каждой сцены были абсолютно разные движения в танце. После того, как был написан предварительный сценарий, Кан устроил кастинг среди своих друзей и знакомых, что он делал и прежде на его многих других проектах. Пассажира самолёта, на которого Спирс проливает воду, сыграл директор по кастингу, с которым он постоянно работает. А толстяка в туалете сыграл ассистент директора по кастингу. Парня Спирс сыграл Мартин Хендерсон, он снялся в дебютной картине Кана Крутящий момент.
Спирс приказала всем уйти со съёмочной площадки, оставив только Кана для съёмки эпизода. Также Спирс снялась в сцене, где ей надо было протанцевать по проходу через вымышленные лазеры перед рир-экраном; Кан отметил, что это было «незабываемое зрелище». По мнению Кана, последние несколько сцен клипа, в которых Спирс убивает бойфренда, должны были быть подвергнуты цензуре. Он объяснил: «фишка была в том, чтобы это выглядело убойно в то же время», — и сказал Хендерсону, — «Ты хочешь, чтобы тебя поцеловала Бритни Спирс?». По словам Кана, сцена, где Хендерсен ухмыляется, прежде чем Спирс проливает ему яд в рот, была снята под строгой цензурой. Хотя Спирс участвовала в редактировании видео, она не общалась с Каном после скандала в СМИ о её свадьбе в Лас-Вегасе. «Toxic» является самым дорогим клипом Спирс на нынешний момент стоимостью один миллион долларов.
Клип впервые был показан эксклюзивно только на передаче MTV Making the Video 13 января 2004. На следующий день Спирс появилась на TRL с премьерой клипа, чтобы сделать ему постоянную ротацию. Клип впервые был выпущен на In the Zone DVD. Другая версия караоке со сценами обнажённой Спирс была выпущена на Greatest Hits: My Prerogative DVD.

### Краткое описание

Знаменитая сцена с обнажённой Спирс, покрытой бриллиантами по всему телу

Клип начинается с того, что открывается картина летящего самолёта, рядом парят голуби, отсылка на картины китайского режиссёра Джона Ву. Спирс появляется в роли бортпроводницы со светлыми волосами, которая поднимает трубку. После того, как обслужив несколько пассажиров, она ведёт полулысого толстяка в туалет и соблазняет его. Она снимает маску с мужчины, разоблачая под ней симпатичного парня (Мэттью Фелкер), и крадёт чёрный пропуск из его кармана. Затем Спирс садится на заднее место Ducati 999, за рулём которого парень с оголенным торсом (Тайсон Бекфорд), и они едут по утопическому Парижу, соотнесённому с фильмом 1982 года Бегущий по лезвию. Она одета в чёрный облегающий комбинезон и носит красный парик, навеянный персонажем Сидни Бристоу из сериала Шпионка. Они проезжают мимо женщины, у которой поднимается платье, это дань уважения культовой диве Мэрилин Монро из сцены в фильме 1955 года Зуд седьмого года. Они также проезжают мимо двух женщин, резвящихся в витрине магазина.
В течение видео появляются кадры с обнажённой Спирс, покрытой бриллиантами. Облик был соотнесён с Кейт Буш в её клипе 1978 года «The Man with the Child in His Eyes». Затем Спирс проходит на фабрику «Toxic Industries» и получает доступ к хранилищу, из которого она крадёт пузырек с зелёным ядом. Она случайно задевает лазерный луч, когда выходит, от чего ей приходится уклоняться тщательно разработанными танцевальными движениями, включая сальто. После этого Спирс появляется в одежде супергероини и с чёрными волосами. Она карабкается верх по зданию и попадает в квартиру, где её неверный парень (Хендерсон) ждёт её. Она целует его и проливает яд прямо в рот, убивая его. Спирс снова целует его и выпрыгивает в окно. Затем она снова садится на самолёт, одетая в униформу и подмигивает в камеру. Видео заканчивается тем, что летит самолёт с парящими вокруг голубями, как и в начале клипа.

## Выступления вживую

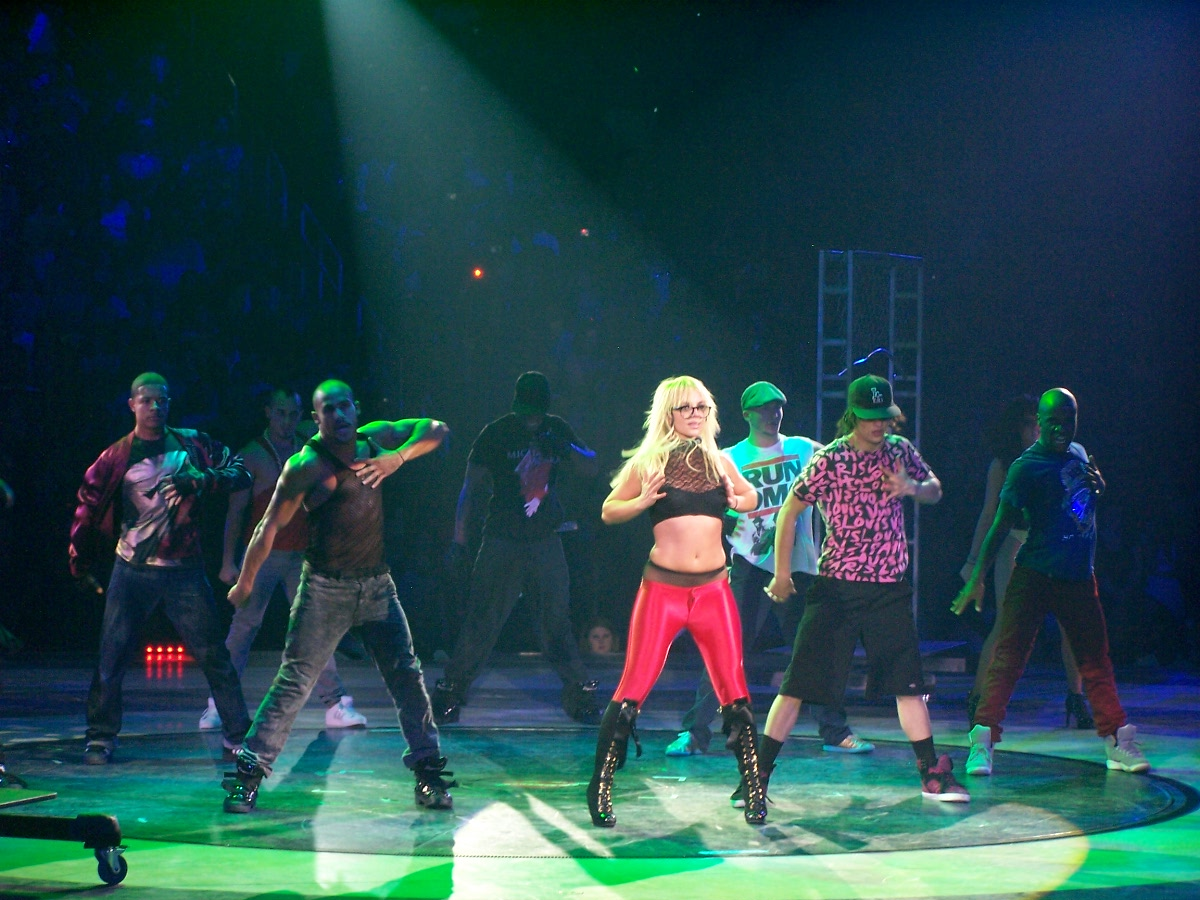
Спирс исполняет «Toxic» во время тура The Circus Starring Britney Spears.

Спирс исполнила «Toxic» на Britney Spears: In the Zone, на концерте, проходившем на ABC 17 ноября 2003. 8 декабря 2003 она также спела «Toxic» в качестве хедлайнера концерта Jingle Ball в Staples Center. Она выступала первой и была одета в чёрный топ и белую меховую накидку. Кори Мосс назвал хореографию «эротической» и сообщил MTV, что некоторое впечатление было утеряно из-за фонограммы Спирс, хотя рабочий сцены починил платформу во время песни. 24 января 2004 Спирс выступила на разогреве с песней «Toxic» на NRJ Music Awards в 2004 году. Во время церемонии она также вручила награду «NRJ Award of Honor for the Career» Мадонне. Спирс исполнила первой песню «Toxic» во время The Onyx Hotel Tour в 2004 году. Перед началом тура она отметила, что была очень рада её исполнить вместе с «Everytime». После интродукции, в которой Спирс ненадолго показалась на огромном экране, она появилась на крыше автобуса с названием отеля, держась за поручни, одетая в чёрный облегающий комбинезон. Её окружали танцоры, одетые в униформу, а она стояла между светодиодными колоннами, напоминающими фасад роскошного отеля Vegas Strip. MTV UK рассказал: «OK, итак, она не столько пела, сколько жестикулировала во время исполнения Toxic, […] Ну а что вы ожидали, она одновременно ещё и энергично танцевала, поднялась вверх по лестнице, а спустилась по шесту?». «Toxic» была также исполнена последней на концерте во время The M+M's Tour. «Toxic» шла последней за «Do Somethin'», во время выступления которой Спирс была одета в розовый лиф, белое меховое манто и джинсовую юбку. Она исполнила её с четырьмя танцорами в стиле Шакиры. После выступления она поблагодарила публику и представила танцоров.
«Toxic» была также исполнена во время The Circus Starring Britney Spears в 2009 году. После интерлюдии, в которой танцоры продемонстрировали индивидуальные движения, сцена засветилась зелёным цветом в стиле научной фантастики, в этот момент появилась Спирс появилась на турниках. Джерри Шривер из USA Today сказал, что «любимый Toxic […] имел успех, потому что все было сфокусировано только на звезде». Джейн Стивенсон из Toronto Sun назвала его одним из самых выдающихся исполнений в шоу, как и «…Baby One More Time» и «Womanizer». Screen дал комментарии: «Главным моментом шоу было то, что два самых больших хита Спирс „Toxic“ и „Baby One More Time“ шли друг за другом [P.S.], которые вызвали у толпы бурные овации». В 2011 году песня была исполнена во время Femme Fatale Tour. После перерыва, в котором Спирс нашла и схватила человека, который преследовал её, шоу продолжилось с ремиксом на «Toxic» в стиле боевых искусств, в котором Спирс была одета в кимоно и дралась с несколькими ниндзя. Кейт Кофилд из Billboard сравнила выступление с песней Мадонны «Sky Fits Heaven» во время Drowned World Tour в 2001 году. Ширли Холперин из The Hollywood Reporter заявила, что «песни со средним темпом прошли быстро, а там где были ритмичные композиции типа „Womanizer“, „I Wanna Go“ и „Toxic“ ликующая толпа подпрыгивала на месте и подбрасывала рядом стоящих людей». Август Браун из Los Angeles Times сказал: «Единственные слабые места в выступлении были акустические ремейки ряда главных элементов — болливудская соблазнительная шпионка из „Toxic“ так и осталась не менее новаторской и не нуждается в ремейке под Ивису».

## Чарты
«Toxic» — четвёртый сингл Бритни Спирс, вошедший в десятку лучших, попав на девятую строчку чарта Billboard Hot 100. На радиостанциях песня в течение четырёх недель занимала первое место. «Toxic» стал одним из самых больших международных хитов 2004. Сингл получил большой успех в Великобритании, там было продано 105,000 копий в течение первой недели, 268,000 копий за всё время.

### Сертификации
| Страна         | Сертификация | Продажи   |
| -------------- | ------------ | --------- |
| Австралия      | Платиновый   | 70,000    |
| Франция        | Серебряный   | 125,000   |
| Новая Зеландия | Золотой      | 5,000     |
| Норвегия       | Золотой      | 20,000    |
| Великобритания | Серебряный   | 268,000   |
| США            | Платиновый   | 1,000,000 |

## Список композиций
| - UK CD Single 1. «Toxic» (Album Version) — 3:22 2. «Toxic» (Lenny Bertoldo Mix Show Edit) — 5:46 3. «Toxic» (Armand Van Helden Remix Edit) — 6:25 4. «Toxic» (Felix Da Housecat’s Club Mix) — 7:09 5. «Toxic» (Album Mix Instrumental) — 3:20 - CD Single 1. «Toxic» — 3:22 2. «Toxic» (Album Mix Instrumental) — 3:20 | - 12" Single 1. «Toxic» — 3:22 2. «Toxic» (Album Mix Instrumental) — 3:20 3. «Toxic» (Bloodshy & Avant’s Remix) — 5:35 4. «Toxic» (Armand Van Helden Remix — Edit) — 6:25 | - The Singles Collection Boxset Single 1. «Toxic» — 3:22 2. «Toxic» (Bloodshy & Avant’s Intoxicated Remix) — 5:36 |

## Ремиксы и другие версии
Список (официальных) ремиксов и других версий «Toxic»:
- Альбомная версия 3:24
- Инструментальная версия 3:24
- Peter Rauhofer Reconstruction Mix 8:01
- Peter Rauhofer Reconstruction Mix Edit 6:44
- Peter Rauhofer Reconstruction Mix Radio Edit 4:31 — доступен на B in the Mix: The Remixes Deluxe Edition
- Bloodshy & Avant's Intoxicated Remix 5:34
- Felix Da Housecat’s Club Mix 7:12
- Felix Da Housecat Remix 7:01
- Lenny Bertoldo Mixshow Edit 5:46
- Lenny Bertoldo Radio Mix 3:32
- Armand Van Helden Remix 9:34
- Armand Van Helden Remix Edit 6:25
- Armand Van Helden Radio Edit 3:46
- Yiannis Outstanding Tribal Mix
- Акапелла 3:19

## Чарты
| Чарт (2004)                                  | Высшая позиция |
| -------------------------------------------- | -------------- |
| Австралия (ARIA)                             | 1              |
| Австрия (Ö3 Austria Top 40)                  | 5              |
| Бельгия/Фландрия (Ultratop 50)               | 6              |
| Бельгия/Валлония (Ultratop 50)               | 6              |
| Канада (Canada, Billboard)                   | 1              |
| Хорватия (HRT)                               | 1              |
| Дания (Tracklisten)                          | 4              |
| Европа (European Hot 100 Singles)            | 1              |
| Европа (European Radio Top 50)               | 2              |
| Финляндия (Suomen virallinen lista)          | 8              |
| Франция (SNEP)                               | 3              |
| Германия (GfK)                               | 4              |
| Греция (IFPI)                                | 7              |
| Венгрия (Rádiós Top 40)                      | 7              |
| Ирландия (IRMA)                              | 1              |
| Италия (FIMI)                                | 4              |
| Нидерланды (Dutch Top 40)                    | 4              |
| Нидерланды (Single Top 100)                  | 6              |
| Новая Зеландия (Recorded Music NZ)           | 2              |
| Норвегия (VG-lista)                          | 1              |
| Португалия (AFP)                             | 1              |
| Румыния (Romanian Top 100)                   | 4              |
| Россия (Top Radio Hits)                      | 6              |
| Шотландия (Scotland Official Charts Company) | 1              |
| Испания (PROMUSICAE)                         | 5              |
| Швеция (Sverigetopplistan)                   | 2              |
| Швейцария (Schweizer Hitparade)              | 4              |
| Великобритания (OCC UK Singles)              | 1              |
| США (Billboard Hot 100)                      | 9              |
| США (Billboard Dance Club Songs)             | 1              |
| США Hot Dance Singles Sales (Billboard)      | 3              |
| США Hot Digital Tracks (Billboard)           | 1              |
| США (Billboard Pop Airplay)                  | 1              |
| США (Billboard Rhythmic)                     | 16             |

| Чарт (2004)                              | Позиция |
| ---------------------------------------- | ------- |
| Австралия (ARIA)                         | 38      |
| Австрия (Ö3 Austria Top 40)              | 25      |
| Бельгия (Ultratop Flanders)              | 33      |
| Бельгия (Ultratop Wallonia)              | 27      |
| Европа (European Hot 100 Singles)        | 10      |
| Франция (SNEP)                           | 38      |
| Германия (Official German Charts)        | 37      |
| Венгрия (Rádiós Top 40)                  | 13      |
| Ирландия (IRMA)                          | 7       |
| Италия (FIMI)                            | 10      |
| Нидерланды (Dutch Top 40)                | 51      |
| Нидерланды (Single Top 100)              | 16      |
| Новая Зеландия (Recorded Music NZ)       | 10      |
| Швеция (Sverigetopplistan)               | 22      |
| Швейцария (Schweizer Hitparade)          | 17      |
| Великобритания (Official Charts Company) | 9       |
| США (Billboard Hot 100)                  | 48      |

| Чарт          | Позиция |
| ------------- | ------- |
| Италия (FIMI) | 200     |

## Сертификации
| Регион | Сертификация | Продажи   |
| --- | ------------ | --------- |
| Австралия (ARIA) | Платиновый   | 70 000^   |
| Дания (IFPI Danmark) | Золотой      | 45 000    |
| Франция (SNEP) | Серебряный   | 125,000*  |
| Италия (FIMI) | Золотой      | 25 000    |
| Япония (RIAJ) | Золотой      | 500,000   |
| Новая Зеландия (RMNZ) | Золотой      | 5000*     |
| Норвегия (IFPI Norway) | Платиновый   | 10 000*   |
| Швеция (GLF) | Золотой      | 10 000^   |
| Великобритания (BPI) | Платиновый   | 740,000   |
| США (RIAA) | Золотой      | 2,300,000 |
| * Данные о продажах приведены только на основе сертификации. · ^ Данные о тиражах приведены только на основе сертификации. · Данные о продажах + прослушиваниях приведены только на основе сертификации. |              |           |

## Интересные факты
- Видеоклип упоминается в клипе Korn на песню Y’All Want a Single, среди фактов о музыкальной индустрии можно заметить фразу: «Последнее видео Бритни Спирс стоит $1,000,000».